# 존 O. 알버그
존 O. 알버그(John O. Aalberg, 1897년 4월 3일 ~ 1984년 8월 30일)는 할리우드의 음향 기술자로, 시민 케인과 멋진 인생 등의 영화에 참여했다. 10차례 아카데미상 후보에 올랐으며, 아카데미로부터 세 차례 기술상을 받았다.
제럴드 포드 대통령을 암살하려 했던 사라 제인 무어와 결혼했으며, 프레드릭 W. 알버그라는 자녀를 두었다.

## 필모그래피
알버그는 아카데미상 후보에 10차례 올랐다.
- 댓 걸 프롬 파리 (1936)[1]
- 히팅 어 뉴 하이 (1937)[2]
- 비바시어스 레이디 (1938)[3]
- 노틀담의 꼽추 (1939)[4]
- 키티 포일: 여자의 자연사 (1940)[5]
- 스위스 패밀리 로빈슨 (1940)[5]
- 시민 케인 (1941)[6]
- 멋진 인생 (1946)[7]
- 브로드웨이로 가는 두 장의 티켓 (1951)[8]
- 수잔은 여기 자고 있다 (1954)[9]